# アメリカ公衆衛生局
アメリカ公衆衛生局（アメリカこうしゅうえいせいきょく、United States Public Health Service、略：PHS）とはアメリカ合衆国保健福祉省の3つの内部部局と8つ下部組織の集合体であり、この集合体をもって公衆衛生局士官部隊を編成する母体としている。

## 公衆衛生局内の機関
- 内部部局（OASH、ASPR、OGA）
- 医療研究品質庁（英語版） (AHRQ)
- 毒性物質疾病登録庁（英語版） (ATSDR)
- 疾病予防管理センター (CDC)
- 食品医薬品局 (FDA)
- 保健資源事業庁（英語版） (HRSA)
- インディアン衛生局（英語版） (IHS)
- 国立衛生研究所(NIH)
- 薬物乱用・精神衛生管理庁（英語版） (SAMHSA)